# Leaname Maotoanong
Leaname Maotoanong (né le 9 mai 1991) est un athlète botswanais, spécialiste du 400 mètres.

## Biographie
Il s'adjuge le titre continental et le record national du relais 4 × 400 m lors des championnats d'Afrique 2014 de Marrakech, en compagnie de Pako Seribe, Nijel Amos et Isaac Makwala.
Il remporte la médaille d'argent du 400 m lors des Universiades d'été, à Gwangju, derrière le Dominicain Luguelín Santos, en portant son record personnel à 45 s 63.

## Palmarès
| Date | Compétition            | Lieu           | Résultat | Épreuve   | Temps         |
| ---- | ---------------------- | -------------- | -------- | --------- | ------------- |
| 2014 | Championnats d'Afrique | Marrakech      | 1er      | 4 × 400 m | 3 min 01 s 89 |
| 2015 | Universiade            | Gwangju        | 2e       | 400 m     | 45 s 63       |
| 2015 | Jeux africains         | Brazzaville    | 5e       | 4 × 100 m | 39 s 83       |
| 2015 | Jeux africains         | Brazzaville    | 2e       | 4 × 400 m | 3 min 00 s 95 |
| 2016 | Championnats d'Afrique | Durban         | 1er      | 4 × 400 m | 3 min 02 s 20 |
| 2016 | Jeux olympiques        | Rio de Janeiro | 5e       | 4 × 400 m | 2 min 59 s 06 |
| 2018 | Jeux du Commonwealth   | Gold Coast     | 1er      | 4 × 400 m | 3 min 01 s 78 |
| 2019 | Jeux africains         | Rabat          | 7e       | 200 m     | 21 s 04       |

## Records
| Épreuve | Temps   | Lieu    | Date            |
| ------- | ------- | ------- | --------------- |
| 400 m   | 45 s 63 | Gwangju | 10 juillet 2015 |